# Amanda Lima
Amanda Lima (20 de abril de 1998) es una deportista brasileña que compite en judo. Ganó una medalla de bronce en los Juegos Panamericanos de 2023 y dos medallas en el Campeonato Panamericano de Judo, oro en 2022 y bronce en 2024.

## Palmarés internacional
| Juegos Panamericanos    | Juegos Panamericanos    | Juegos Panamericanos | Juegos Panamericanos |
| Año                     | Lugar                   | Medalla              | Categoría            |
| ----------------------- | ----------------------- | -------------------- | -------------------- |
| 2023                    | Santiago (Chile)        | Medalla de bronce    | –48 kg               |
| Campeonato Panamericano |                         |                      |                      |
| Año                     | Lugar                   | Medalla              | Categoría            |
| 2022                    | Lima (Perú)             | Medalla de oro       | –48 kg               |
| 2024                    | Río de Janeiro (Brasil) | Medalla de bronce    | –48 kg               |